# 长洲站 (广州)
长洲站是目前广州地铁7号线的一个车站，位於中国广东省广州市黄埔区长洲岛内金洲北路金蝶路口的地底。2023年12月28日随7号线二期通车而启用。

## 车站结构

### 车站楼层
本站目前共设有两层。其中地面为车站出入口、金洲北路、金蝶路、黄埔军校纪念中学、隆平院士港以及邻近建筑和农田；地下一层为站厅；地下二层为7号线站台，另外目前車站亦已為8號線預留部分結構。
本站是7號線二期其中一个文化主题站，车站以“黄埔精神”为设计主题，车站整体采用金黄色石材展现长洲岛的文化底蕴，呼应黄埔军校建校100周年的主题。
| 地下一层 | 站厅                       | 售票機、客服中心、商店、警务室、安检设施 |  |  |
| 地下二层 | 2 站台                     | █7号线 美的大道方向（下站：深井）        |  |  |
|          | 岛式站台（卫生间、母婴室） |                                          |  |  |
|          | 1 站台                     | █7号线 燕山方向（下站：裕丰围）          |  |  |
| 地下三层 |                            | 预留 █8号线                              |  |  |
|          | 預留島式站台部分結構       |                                          |  |  |
|          |                            | 预留 █8号线                              |  |  |

### 站厅
长洲站站厅設有自动售票機及智能客務中心。

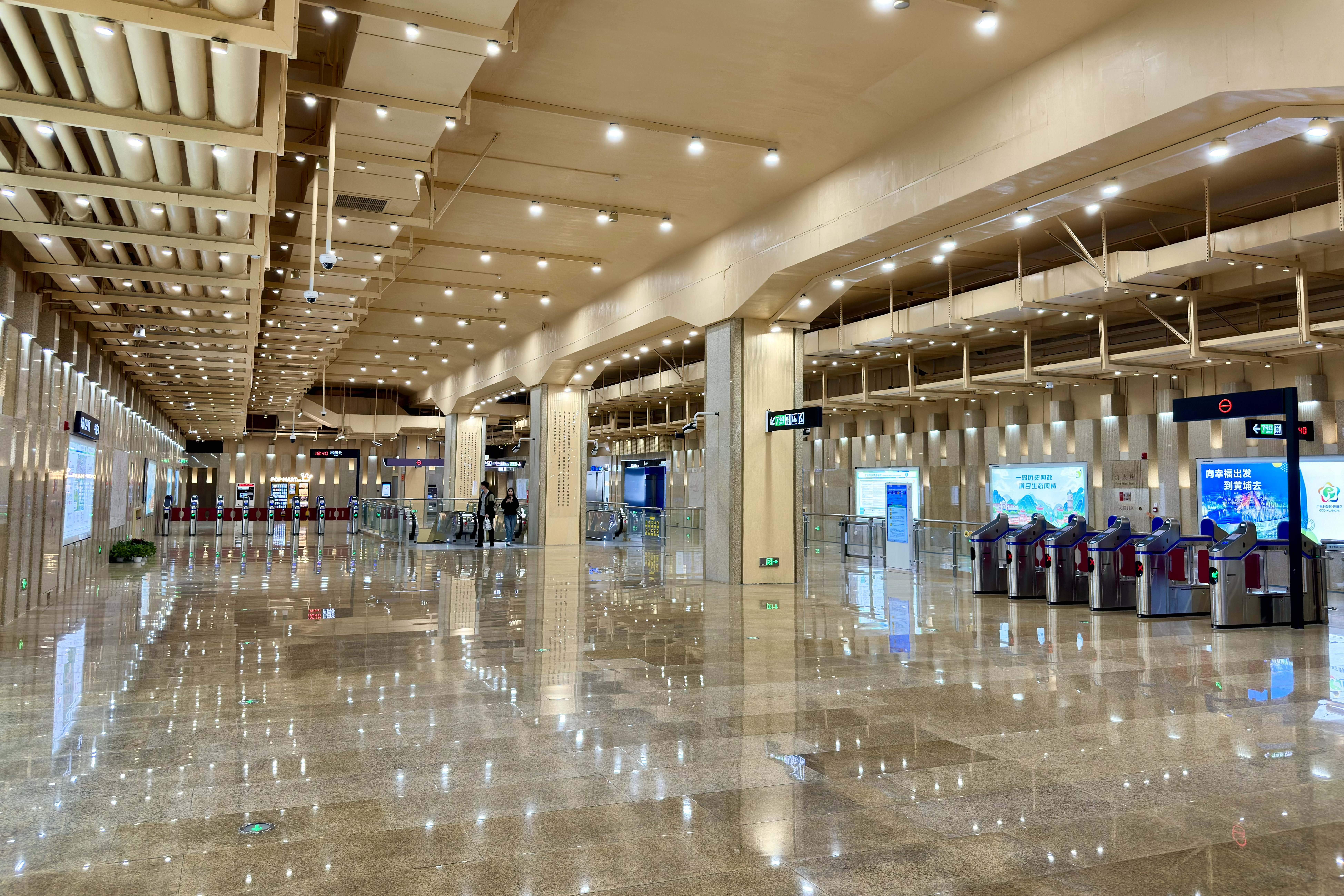
站厅

为方便行人进出，目前长洲站站厅南侧被划分为收费区，收费区内设有多组扶手电梯，楼梯和专用电梯可供乘客前往7号线站台。

### 站台
本站7號線設有一個島式月台，位於金洲北路东南侧的地底。本站的卫生间及母婴室设于站台往燕山方向的一端。
本站西南象限将設有連接7號線及8號線的聯絡線。7号线建设时已预留联络线的道岔位置和相关土建结构，留待8号线东延段工程续建。

### 出入口
本站启用时将设有3个出入口供乘客进出。
|                                           |                                                       |      |          |                                          |
| 編號                                      | 设施                                                  | 照片 | 出口指示 | 建議前往的目的地                         |
| B                                         | 盲道标志 · 升降机标志 · 无障碍通道标志 · 扶手电梯标志 |      | 金洲北路 | 隆平院士港                               |
| C                                         | 盲道标志 · 扶手电梯标志                               |      | 金洲北路 | 黄埔军校旧址纪念馆                       |
| E                                         | 盲道标志 · 扶手电梯标志                               |      | 金洲北路 | 辛亥革命纪念馆、隆平院士港、长洲公交车站 |
| 註： 設有 \| 設有 \| 設有 \| 設有扶手電梯 |                                                       |      |          |                                          |

## 历史
2020年8月31日，本站一期主体结构封顶。2023年10月，本站完成“三权”移交。
2023年12月28日12时，7号线二期开通运营，本站正式启用。

## 未来发展

### 8号线
广州地铁8号线将设有长洲站，与7号线换乘。待8号线车站主体部分续建完成和开通后，车站换乘节点以及8号线站厅和站台都将会启用，乘客可在本站换乘两线。
8號線车站將设有三层，位于规划中的金蝶路（南）地底，7號綫月台的下層，与7號綫车站組成一個逆时针旋转25度的「T」字型。8号线车站将配有14米的岛式站台，现时7號線月台中间两侧已預留位置，未來將增設扶梯連接至换乘平台以前往地下三層的8號線月台。
8号线车站于2024年末开始前期围蔽，并于2025年6月26日进入实质性施工。

#### 未来车站结构
| 地下一层 | 站厅                       | 售票機、客服中心、商店、警务室、安检设施 |  |  |
| 地下二层 | 2 站台                     | █7号线 美的大道方向（下站：深井）        |  |  |
|          | 岛式站台（卫生间、母婴室） |                                          |  |  |
|          | 1 站台                     | █7号线 燕山方向（下站：洪聖沙）          |  |  |
|          | 换乘平台                   | 来往 █7号线 █8号线 两线站台              |  |  |
| 地下三层 | 3 站台                     | █8号线 江府方向（下站：新洲）            |  |  |
|          | 岛式站台                   |                                          |  |  |
|          | 4 站台                     | █8号线 莲花方向（下站：展贸城）          |  |  |